# Trichocera regelationis
Trichocera regelationis är en tvåvingeart som först beskrevs av Carl von Linné 1758.  Trichocera regelationis ingår i släktet Trichocera och familjen vintermyggor. Inga underarter finns listade i Catalogue of Life.

## Bildgalleri

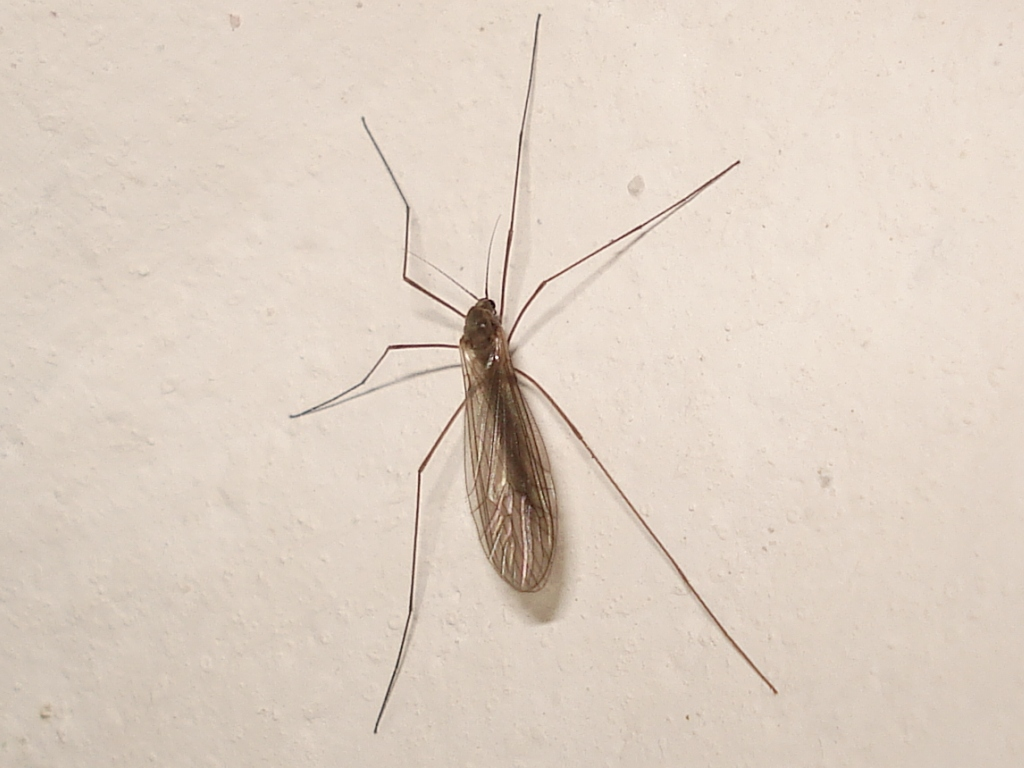
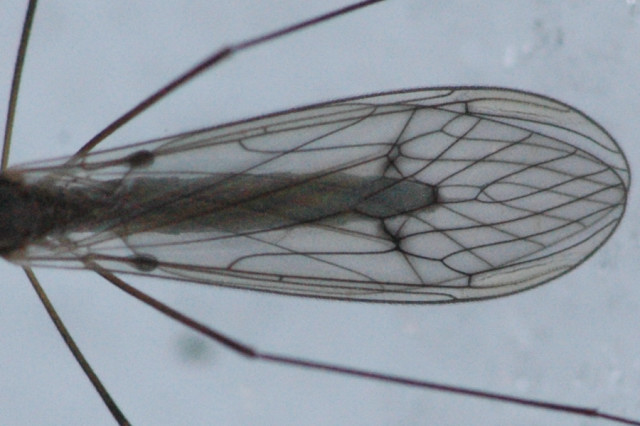